# Cromna acutipennis
Cromna acutipennis är en insektsart som först beskrevs av Walker 1857.  Cromna acutipennis ingår i släktet Cromna och familjen Flatidae. Inga underarter finns listade i Catalogue of Life.